# Jarmila Haklová Bulla
Jarmila Haklová Bulla, född 1936 i Brno, död 2010 var en tjeckoslovakisk-svensk konstnär.
Bulla studerade vid konstfackskolan i Brno 1951–1955 och vid konstakademien i Prag 1955–1957 och olika grafiska tekniker för Fero Král samt skulptur för Andres Rauch i München. Hon och hennes man emigrerade till Sverige 1968. Hon medverkade i samlingsutställningar i Tjeckoslovakien, Finland och i Sverige. Hon tilldelades Kalmar kommuns kulturpris 1977 och Kalmar läns landstings kulturstipendium 1981. Vid sidan av sitt eget skapande var hon verksam som bokillustratör. Bulla är representerad vid Smålands museum, Kalmar konstmuseum och Kalmar läns landsting.

### Fotnoter
1. ↑  abART, abART person-ID: 138109, läst: 9 oktober 2017.[källa från Wikidata]
2. ↑  CONOR.SR, CONOR.SR.ID: 33483111.[källa från Wikidata]
3. 1 2  abART, abART person-ID: 138109, läst: 1 april 2021.[källa från Wikidata]
4. 1 2  Tjeckiska nationalbibliotekets databas, NKC-ID: mzk2015856921, läst: 16 december 2022.[källa från Wikidata]
5. ↑  ”Kalmar konstmuseum”. Arkiverad från originalet den 3 december 2017. https://web.archive.org/web/20171203082720/http://konstdatabas.designarkivet.se/index.php/Detail/Object/Show/object_id/1338. Läst 2 december 2017.